# Longing to fly
Longing to fly är Greybeards debutalbum, utgivet 27 mars 2015 

## Låtförteckning
1. "Memories" – 3:51
2. "Let it out" – 2:45
3. "We'll never die" – 3:49
4. "Take the Fight" – 3:12
5. "Eversince" – 4:14
6. "Burning man" – 6:15
7. "Dancing all along with you" – 4:07
8. "Future Designs" – 3:55
9. "With you" – 4:01
10. "Home" – 5:02
11. "Back in business" (bonusspår CD)

### Singlar
- "Dancing all along with you" – 4:07[2]
- "Memories" – 3:51
- "We'll never die" – 3:49

### Musikvideo
- ”Irresistable GREYBEARDS debut music video - Memories”. Mynewsdesk. Arkiverad från originalet den 8 mars 2016. https://web.archive.org/web/20160308053251/http://www.mynewsdesk.com/se/attitude-recordings/pressreleases/irresistable-greybeards-debut-music-video-memories-1133840. Läst 7 mars 2016. by Megapixel Group
- ”GREYBEARDS New Music Video - Take the Fight”. Mynewsdesk. Arkiverad från originalet den 8 mars 2016. https://web.archive.org/web/20160308060108/http://www.mynewsdesk.com/se/attitude-recordings/pressreleases/greybeards-new-music-video-take-the-fight-1170032. Läst 7 mars 2016. by SOTHISISWHY

### Recensioner
- Sofia Juvel (30 mars 2015). ”Arbetarbladet, Albumrecension Greybeards - Longing to fly”. http://www.arbetarbladet.se/noje/musik/albumrecension-greybeards-longing-to-fly. Läst 7 mars 2016.
- Greybeards - Longing to Fly - Grande-rock.com 2015-10-10
- Album review: Greybeards – ‘Longing To Fly’ (Attitude Recordings) - hardrockhub.com 2015-11-02
- Greybeards - 'Longing To Fly' (Attitude Recordings) CD Reviews - Lee Kendrick Uberrock.co 2015-11-02
- Greybeards „Longing To Fly“ CD-Review VÖ: - metal-heads.de 2016-01-08
- Aylin. ”Review: Longing To Fly (Greybeards)”. http://lest-we-forget.de/2016/01/29/review-longing-to-fly-greybeards/. Läst 7 mars 2016.
- CD Review Greybeards Longing To Fly - burnyourears.de 2016-01-28
- Greybeards - Longing to Fly - Tempelores.com 2016-01-29
- Greybeards - Longing To Fly - CD Reviews metal.de 2016-01-29
- GREYBEARDS - LONGING TO FLY - Konkurrenz für Dave Grohl? - powermetal.de 2016-01-29
- Greybeards: Longing To Fly (Review) - musikreviews.de 2016-02-05
- Longing To Fly - Markus Skroch der-hoerspiegel.de 2016-02-24